# 7-ма флотилія підводних човнів Крігсмаріне
7-ма флотилія підводних човнів Крігсмаріне (нім. 7. Unterseebootsflottille) — з'єднання, бойова флотилія підводних човнів військово-морських сил Третього Рейху, що брала участь у бойових діях Другої світової війни.

## Історія
7-ма флотилія підводних човнів крігсмаріне Вегенер була сформована 25 червня 1938 року під командуванням корветтен-капітана В. Собе, з дислокацією у Кілі. Флотилія отримала назву «Вегенер» на честь капітан-лейтенанта Бернда Вегенера, який на SM U-27 за часів Першої світової війни потопив у 10 походах 29 суден та кораблів. Після перемоги нацистської Німеччини над Францією флотилію перевели до Сен-Назера. Перший корабель, що прийшов 29 вересня 1940 року на нове місце дислокації підрозділу став підводний човен U-46 оберлейтенанта-цур-зее Е. Ендрасса.
Підводні човни флотилії активно діяли на морських комунікаціях в усій Атлантиці та у північних широтах. У серпні-вересні 1944 року більшість ПЧ 7-ї флотилії передислокували до ВМБ у Норвегії, 23 вересня 1944 року останньою з Сен-Назера вийшов підводний човен U-267. В окупованому французькому порту через технічні проблеми лишився тільки U-255. Після завершення ремонту та встановлення шноркелів ПЧ ввели до строю і 30 квітня 1945 року він під командуванням корветтен-капітана А. Пінінга вийшов в останній бойовий похід для встановлення мінного поля поблизу Ле-Сабль-д'Олонн.
7 травня 1945 року ПЧ U-255 залишив Сен-Назер і капітулював у морі 12 травня 1945 року союзникам.

## Командири
| Час                          | Командир флотилії                                                |
| ---------------------------- | ---------------------------------------------------------------- |
| червень 1938 — грудень 1939  | корветтен-капітан Ернст Зобе (нім. Ernst Sobe);                  |
| січень — травень 1940        | корветтен-капітан Ганс-Рудольф Резінг (нім. Hans-Rudolf Rösing); |
| травень 1940 — лютий 1944    | корветтен-капітан Герберт Золер (нім. Herbert Sohler);           |
| березень 1944 — травень 1945 | корветтен-капітан Адольф Пінінг (нім. Adolf Piening);            |

## ПЧ, що входили до складу 7-ї флотилії
| Тип          | Кількість | Номер ПЧ |
| ------------ | --------- | --- |
| типу VIIB    | 19        | U-45, U-46, U-47, U-48, U-49, U-50, U-51, U-52, U-53, U-54, U-55, U-73, U-74, U-75, U-76, U-99, U-100, U-101, U-102 |
| типу VIIC    | 89        | U-69, U-70, U-71, U-77, U-88, U-93, U-94, U-95, U-96, U-97, U-98, U-133, U-135, U-207, U-221, U-224, U-227, U-255, U-265, U-266, U-267, U-274, U-278, U-281, U-285, U-303, U-310, U-338, U-342, U-358, U-359, U-364, U-381, U-382, U-387, U-390, U-397, U-403, U-406, U-410, U-427, U-434, U-436, U-442, U-448, U-449, U-453, U-454, U-455, U-551, U-552, U-553, U-567, U-575, U-576, U-577, U-578, U-581, U-593, U-594, U-602, U-607, U-617, U-618, U-624, U-641, U-647, U-650, U-662, U-667, U-678, U-702, U-704, U-707, U-708, U-710, U-714, U-751, U-765, U-962, U-969, U-974, U-976, U-980, U-985, U-988, U-994, U-1004, U-1191, U-1192 |
| типу VIIC/41 | 1         | U-300 |
| UA           | 1         | U-A |